# Danny Blanchflower
Robert Dennis "Danny" Blanchflower (Belfast, 10 februari 1926 – Staines-upon-Thames, 9 december 1993) was een betaald voetballer uit Noord-Ierland die als centrale middenvelder grootse successen behaalde met Tottenham Hotspur in de vroege jaren zestig van de 20e eeuw.

## Biografie
Blanchflower had vooral succes als middenvelder van Tottenham Hotspur, waarvoor hij van 1954 tot 1964 actief was en waarmee hij in de vroege jaren 60 van de 20e eeuw de ene trofee na de andere behaalde. Een van de hoogtepunten uit zijn carrière was de Engelse landstitel van 1961. Hij won voorts twee keer op rij de FA Cup met Spurs, in 1961 en 1962. Blanchflower won met Spurs de Europacup II in 1963. In de finale versloeg men Atlético Madrid met duidelijke 5–1 cijfers. Jimmy Greaves, die meer dan 500 carrièredoelpunten zou scoren, scoorde twee keer. Terry Dyson maakte evenzeer twee doelpunten en John White scoorde het vijfde doelpunt.
Blanchflower speelde meer dan 300 wedstrijden voor Spurs. Eerder werkte hij 148 competitiewedstrijden af voor Aston Villa, van 1951 tot 1954. In 1965 stopte Blanchflower, die zijn carrière was begonnen bij Glentoran in 1946, definitief met voetballen. Blanchflower speelde op dat ogenblik voor Durban City in Zuid-Afrika.
Blanchflower was na zijn loopbaan drie jaar lang bondscoach van het Noord-Iers voetbalelftal (1976–1979), waarvoor hij zelf 59 interlands speelde en twee maal scoorde. Blanchflower combineerde de rol van bondscoach met een functie als hoofdcoach van Chelsea in het seizoen 1978/79.
Danny Blanchflower overleed op 9 december 1993 op 67-jarige leeftijd aan de gevolgen van de Ziekte van Alzheimer én de Ziekte van Parkinson. Hij was een broer van Jackie Blanchflower, die speelde voor Manchester United.

## Erelijst
| Competitie                     |                   |                   |
| Competitie                     | Aantal            | Jaren             |
| Tottenham Hotspur              | Tottenham Hotspur | Tottenham Hotspur |
| ------------------------------ | ----------------- | ----------------- |
| Football League First Division | 1×                | 1960/61           |
| FA Cup                         | 2×                | 1960/61, 1961/62  |
| UEFA Beker voor Bekerwinnaars  | 1×                | 1962/63           |